# De magere compagnie
Het korporaalschap van kapitein Reinier Reael en luitenant Cornelis Michielsz. Blaeuw, gewoonlijk aangeduid als De magere compagnie is een schilderij van de Nederlandse kunstschilder Frans Hals, voltooid door Pieter Codde, olieverf op doek, 209 × 429 centimeter groot, geschilderd tussen 1633 en 1637. Het betreft een groepsportret van de schutters van wijk XI onder leiding van kapitein Reynier Reael. Het werk bevindt zich in het Rijksmuseum Amsterdam.

## Context
In 1633 accepteerde Frans Hals, die al eerder naam maakte met een aantal schuttersstukken, de opdracht om kapitein Reynier Reael en luitenant Cornelis Michielszn. Blaeuw samen met de schuttersleden van hun voetboogschutterij te portretteren. De schutterij zetelde in Amsterdam, hetgeen betekende dat de in Haarlem woonachtige Hals voor de portretteersessies op en neer moest pendelen. Heel vaak lijkt hij dat echter niet te hebben gedaan, want drie jaar later, in 1636, was het schilderij nog slechts ten halve klaar. Toen de leden van het schuttersgilde hem vervolgens ter verantwoording riepen, stelde Hals voor alleen de "tronies" in Amsterdam te schilderen en de kostuums in zijn atelier te Haarlem af te maken. De schutters gingen hier echter niet mee akkoord, maar waren wel bereid het bedrag per afgebeelde persoon van 60 gulden naar 66 gulden te verhogen, waarmee het totaalbedrag voor de opdracht het voor die tijd enorme bedrag van 1056 gulden ging bedragen. Hals was echter niet te vermurwen en bleef weigeren langer op en neer te reizen. Hij stelde nog voor om het schilderij mee naar Haarlem te nemen en dat de schutters vervolgens beurtelings naar atelier zouden komen, in elk geval om de gezichten te schilderen, maar ook hierin kwam het niet tot een vergelijk. Uiteindelijk leidde het conflict ertoe dat het schuttersgilde een punt zette achter de samenwerking met Hals en aan de Amsterdamse schilder Pieter Codde, die zelf schutterslid was, opdracht gaf het werk te voltooien. Codde schilderde de zeven personen rechts, het linkerdeel is van de hand van Hals.

## Afbeelding
De magere compagnie is in zekere zin te zien als een verzameling van afzonderlijke portretten. Iedere geportretteerde betaalde hoogstpersoonlijk voor zijn afbeelding en verwachtte dan ook duidelijk en goed gelijkend op het doek te worden gebracht. Alle figuren zijn dan ook, vanuit links beschenen, volledig in het licht geplaatst. Als toentertijd gebruikelijk in Amsterdamse groepsportretten werden ze ten voeten uit afgebeeld, waar het in Hals' thuishaven Haarlem gebruikelijk was om "kniestukken" te maken, zoals hij deed in zijn De officieren van de Sint-Adriaansdoelen uit 1633.
Hals had de gewoonte om de belangrijkste personen links op het doek te plaatsen en is dan ook van die kant uit begonnen te werken. De vlaggendrager geheel links is Nicolaes van Bambeeck. Naast hem zit kapitein Reael, met de officiersstaf, en daar weer naast luitenant Blaeuw, met een sponton, waar diverse andere schutters hellebaarden en lansen vasthouden. Hoewel Codde duidelijk gepoogd heeft om zijn figuren rechts in dezelfde stijl als Hals te schilderen, in een streven de eenheid in ductus te bewaren, zijn diens zeven portretten duidelijk minder krachtig en meer geposeerd dan die van Hals. Hals' werkwijze is onrustig, elke penseelstreek is zichtbaar, maar wel uitermate trefzeker. Zijn figuren komen levendig en ongedwongen over. Codde werkte verfijnder, met gladde ritmische streken, maar daardoor ook enigszins vlak en minder levensecht. Ook anatomisch klopt niet alles in Coddes figuren, zoals bij de officier in het midden, wiens onderarm veel te lang is en hoofd los op de schouders lijkt te zitten. Merkwaardigerwijs is het het contrast met de figuren van Codde, die het meesterschap van Hals in dit werk ten volle doen uitkomen en die het werk tot een hoogtepunt in diens oeuvre maakt.

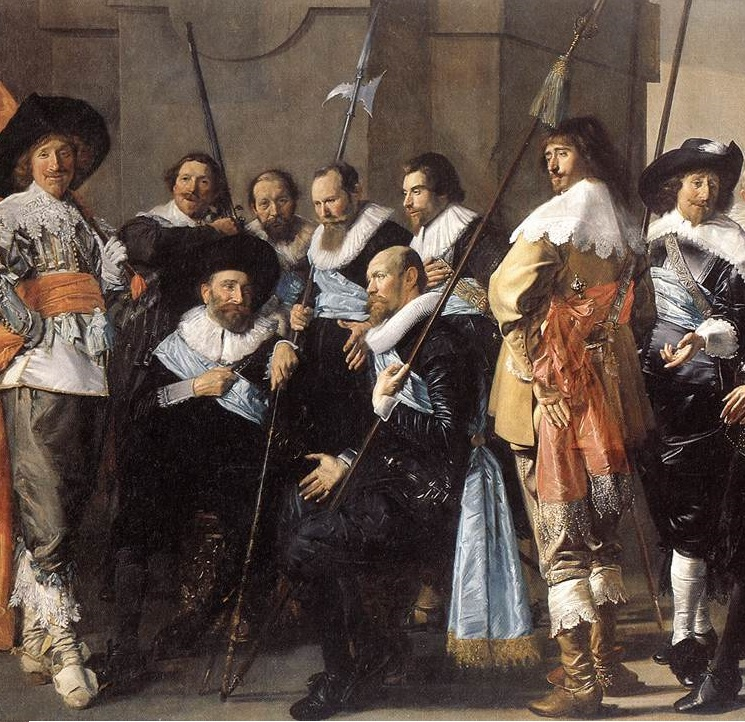
Linkerdeel, met figuren door Hals
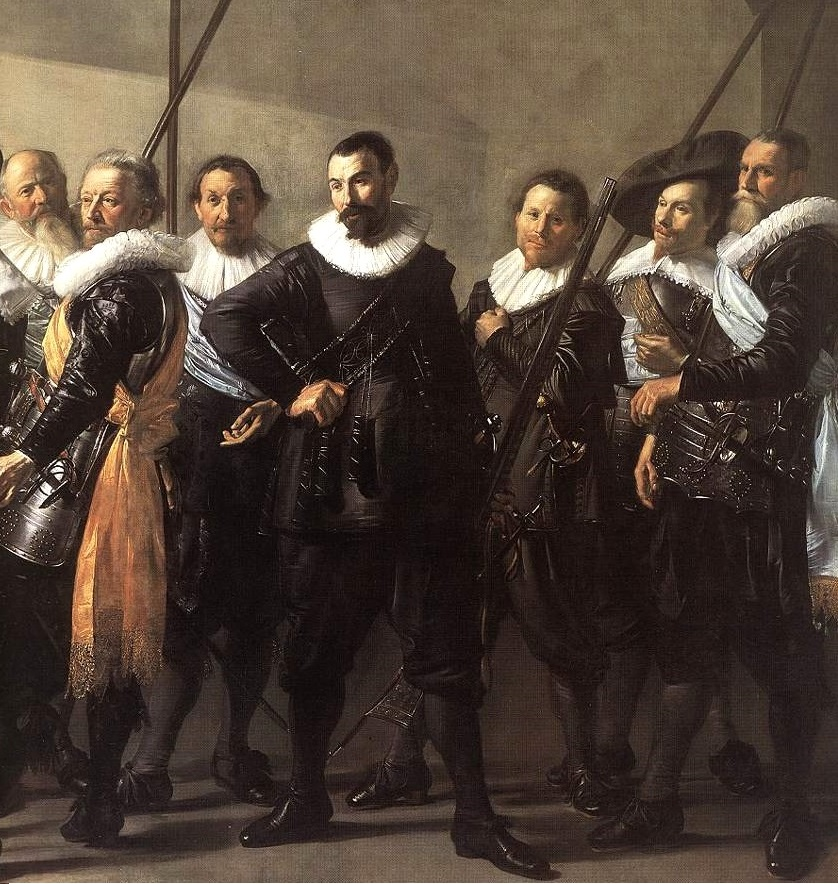
Rechterdeel, met figuren door Codde

## Titel
De Amsterdamse schilder en historicus Jan van Dijk schreef in 1758 in zijn boek Kunst en Historiekundige beschrijving en opmerkingen over alle de schilderijen op het stadhuis dat alle figuren "zo dor en rank" waren dat het met recht de "magere compagnie" kon worden genoemd. Zijn kwalificatie ging een eigen leven leiden en sindsdien zou het werk onder deze titel bekend blijven.

## Historie

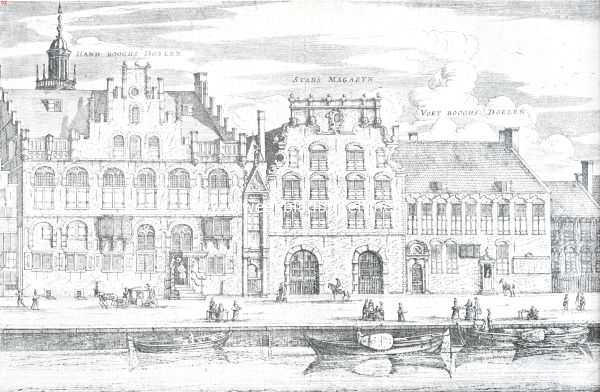
17e-eeuwse tekening van het Singel met rechts de Voetboogdoelen

De magere compagnie sierde lang de wand van de ontmoetingsruimte van de Voetboogdoelen, het thuisgebouw van het gilde. In 1758 werd het verplaatst naar het stadhuis. Tegenwoordig maakt het schilderij deel uit van de collectie van het Amsterdam Museum. Het is echter al sinds 1885 in het Rijksmuseum te zien.

## Van Goghs waardering
Vincent van Gogh drukte zijn waardering voor De magere compagnie uit in een brief aan zijn broer Theo uit oktober 1885: "Deze week ben ik in Amsterdam geweest; ik heb er haast geen tijd gehad om iets anders te zien dan 't museum; ik was er 3 dagen, Dinsdag gegaan, Donderdag terug. Ik weet niet of ge u herinnert dat links van de Nachtwacht, dus als pendant van de Staalmeesters, een schilderij hangt (mij was 't tot heden onbekend) een schilderij van Frans Hals en P. Codde, een twintigtal officieren ten voeten uit. Hebt ge daarop gelet??? 't is anders op zichzelf – vooral voor een colorist – alleen voor dat schilderij de reis naar Amsterdam wel waard. Daar is een figuur op, het figuur van den vaandrig, geheel in den linkerhoek tegen de lijst vlak aan –dat figuur is van top tot teen in grijs, laat ik 't noemen parelgrijs – van een eigenaardig neutralen toon, denkelijk verkregen met oranje en blauw zoo gemengd dat ze elkaar neutraliseren – door dien grondtoon te variëren op zichzelven, door 't hier wat lichter te maken, daar wat donkerder, is met eenzelfde grijs als 't ware 't hele figuur geschilderd. (…) die oranje blanje bleu vent in den linker hoek… ik heb zelden goddelijk mooier figuur gezien. Het is iets enigs. Delacroix zou er mee gedweept hebben – maar gedweept tot in 't oneindige. Ik stond er νan geworteld op de plek letterlijk."